# National Division One 1995-1996
National Division One 1995-96 fu il 9º campionato nazionale inglese di rugby a 15 di prima divisione.
Si tenne dal 9 settembre 1995 al 5 maggio 1996 tra 10 squadre, che si incontrarono a girone unico su 18 turni con la formula della doppia gara d'andata e ritorno.
Il campionato fu noto come Courage Clubs' Championship Division One a seguito di accordo di naming stipulato nel 1987 con il birrificio inglese John Courage e rinnovato nel 1993.
Si trattò del primo campionato inglese dell'epoca professionistica: infatti a fine agosto precedente, pochi giorni prima dell'inizio della stagione, l'International Rugby Football Board aveva fatto cadere qualsiasi divieto alla retribuzione dei giocatori, lasciando tuttavia alle singole federazioni la libertà di decidere lo status dei propri tesserati.
La Rugby Football Union decise, conseguentemente, d'imporre una moratoria di un anno all'adozione del professionismo, manovra che fu accolta con soddisfazione dai club che, nel peggior scenario di dover pagare gli stipendi di tutti i giocatori a disposizione per il campionato, avevano stimato un esborso di circa sette milioni e mezzo di sterline che i contratti televisivi in essere con BSkyB e BBC non erano in grado di garantire, in quanto stipulati in era dilettantistica quando i costi erano inferiori.
La RFU garantì solo un assegno annuale lordo di 40000 £ ai giocatori impiegati dalla nazionale.
Le vicende del campionato furono costellate anche da rivendicazioni economiche da parte dei club: questi, costituitisi in associazione sulla scia dell'appena approvato professionismo, fondarono l'English First Division Clubs Ltd (EFDC), primo abbozzo della lega che più tardi portò alla nascita della Premiership; l'European Rugby Cup, inoltre, costituitasi proprio nel 1995, aveva dato vita all'Heineken Cup, l'equivalente rugbistico della UEFA Champions League, alla cui prima edizione i club inglesi non aderirono per poi farlo in un secondo momento all'inizio della stagione 1996-97, circostanza questa che ridiede vigore alle richieste dei club di una maggiore partecipazione ai diritti televisivi.
Per la prima volta il campionato servì anche, di conseguenza, come torneo di qualificazione alle Coppe europee, cui furono destinate le prime quattro classificate.
Il torneo vide il ritorno alla vittoria di Bath, alla sua sesta conquista in nove edizioni, che batté proprio all'ultima giornata la campione uscente Leicester, superata nel finale a causa di una sconfitta a Londra contro gli Harlequins mentre alla compagine del Somerset bastò pareggiare in casa 38-38 per riprendersi il titolo con un solo punto di scarto in classifica.
Qualificate alla Heineken Cup successiva furono le citate Bath, Leicester e Harlequins più la quarta classificata Wasps.
Non furono, altresì, previste retrocessioni stante l'allargamento a 12 club dall'edizione successiva.
Il valore delle marcature, come stabilito dall’IRFB nel 1992, era: 5 punti per ciascuna meta (7 se trasformata), 3 punti per la realizzazione di ciascun calcio piazzato, idem per il drop.

## Squadre partecipanti
- Bath
- Bristol
- Gloucester
- Harlequins (Londra)
- Leicester
- Orrell
- Sale Sharks (Sale)
- Saracens (Londra)
- Wasps (Londra)
- West Hartlepool (Hartlepool)

## Risultati
| 9-9-1995   | 1ª/10ª giornata            | 11-11-1995 |
| ---------- | -------------------------- | ---------- |
| 17-22      | Gloucester – Sale Sharks   | 13-21      |
| 31-3       | Leicester – Saracens       | 21-25      |
| 9-23       | Orrell – Harlequins        | 25-21      |
| 33-5       | Wasps – Bristol            | 17-9       |
| 15-20      | W. Hartlepool – Bath       | 22-34      |
|            |                            |            |
| 30-9-1995  | 4ª/13ª giornata            | 25-4-1996  |
| 55-20      | Bath – Orrell              | 44-11      |
| 14-27      | Gloucester – Leicester     | 6-28       |
| 34-18      | Harlequins – W. Hartlepool | 91-21      |
| 18-25      | Sale Sharks – Wasps        | 16-25      |
| 11-24      | Saracens – Bristol         | 7-21       |
|            |                            |            |
| 21-10-1995 | 7ª/16ª giornata            | 6-4-1996   |
| 22-16      | Bristol – Gloucester       | 14-18      |
| 13-19      | Harlequins – Bath          | 15-41      |
| 20-10      | Orrell – W. Hartlepool     | 44-22      |
| 9-24       | Saracens – Sale Sharks     | 15-18      |
| 11-21      | Wasps – Leicester          | 12-15      |

| 16-9-1995  | 2ª/11ª giornata             | 13-1-1996 |
| ---------- | --------------------------- | --------- |
| 37-11      | Bath – Gloucester           | 10-16     |
| 12-3       | Bristol – W. Hartlepool     | 37-15     |
| 29-20      | Harlequins – Wasps          | 34-3      |
| 12-16      | Sale Sharks – Leicester     | 10-32     |
| 12-9       | Saracens – Orrell           | 13-38     |
|            |                             |           |
| 7-10-1995  | 5ª/14ª giornata             | 17-2-1996 |
| 30-6       | Bristol – Sale Sharks       | 6-15      |
| 23-15      | Harlequins – Saracens       | 6-15      |
| 21-3       | Orrell – Gloucester         | 0-27      |
| 6-15       | Wasps – Bath                | 12-36     |
| 12-19      | W. Hartlepool – Leicester   | 15-48     |
|            |                             |           |
| 28-10-1995 | 8ª/17ª giornata             | 13-4-1996 |
| 52-16      | Bath – Saracens             | 21-15     |
| 13-24      | Gloucester – Harlequins     | 19-33     |
| 43-6       | Leicester – Bristol         | 43-29     |
| 32-29      | Orrell – Wasps              | 16-51     |
| 11-29      | W. Hartlepool – Sale Sharks | 13-43     |

| 23-9-1995  | 3ª/12ª giornata            | 6-1-1996  |
| ---------- | -------------------------- | --------- |
| 25-31      | Bristol – Harlequins       | 3-28      |
| 9-14       | Leicester – Bath           | 15-14     |
| 12-6       | Orrell – Sale Sharks       | 13-39     |
| 38-16      | Wasps – Saracens           | 24-20     |
| 19-27      | W. Hartlepool – Gloucester | 16-17     |
|            |                            |           |
| 14-10-1995 | 6ª/15ª giornata            | 24-2-1996 |
| 52-19      | Bath – Bristol             | 43-5      |
| 15-26      | Gloucester – Wasps         | 10-21     |
| 22-3       | Leicester – Orrell         | 38-10     |
| 29-11      | Sale Sharks – Harlequins   | 0-55      |
| 31-30      | Saracens – W. Hartlepool   | 41-31     |
|            |                            |           |
| 4-11-1995  | 9ª/18ª giornata            | 27-4-1996 |
| 33-14      | Bristol – Orrell           | 29-26     |
| 25-29      | Harlequins – Leicester     | 21-19     |
| 18-30      | Sale Sharks – Bath         | 38-38     |
| 19-16      | Saracens – Gloucester      | 10-17     |
| 24-16      | Wasps – W. Hartlepool      | 34-3      |

## Classifica
| Pos | Squadra         | G  | V  | N | P  | PF  | PS  | DP   | Pt |
| --- | --------------- | -- | -- | - | -- | --- | --- | ---- | -- |
| 1   | Bath            | 18 | 15 | 1 | 2  | 575 | 276 | +299 | 31 |
| 2   | Leicester       | 18 | 15 | 0 | 3  | 476 | 242 | +234 | 30 |
| 3   | Harlequins      | 18 | 13 | 0 | 5  | 524 | 314 | +210 | 26 |
| 4   | Wasps           | 18 | 11 | 0 | 7  | 439 | 322 | +117 | 22 |
| 5   | Sale Sharks     | 18 | 9  | 1 | 8  | 365 | 371 | −6   | 19 |
| 6   | Bristol         | 18 | 8  | 0 | 10 | 329 | 421 | −92  | 16 |
| 7   | Orrell          | 18 | 7  | 0 | 11 | 323 | 477 | −154 | 14 |
| 8   | Gloucester      | 18 | 6  | 0 | 12 | 275 | 370 | −95  | 12 |
| 9   | Saracens        | 18 | 5  | 0 | 13 | 284 | 451 | −167 | 10 |
| 10  | West Hartlepool | 18 | 0  | 0 | 18 | 288 | 634 | −346 | 0  |

## Verdetti
- Bath: Campione d'Inghilterra
- Bath, Leicester, Harlequins, Wasps: qualificate alla Heineken Cup 1996-97